# Sétimo Exército (Império Otomano)
O Sétimo Exército (em turco: 7. Ordu) do Império Otomano foi um dos exércitos do Exército Otomano criado em 1877 e dissolvido em 7 de novembro de 1918. Apesar de ser designado exército, em 1918 apenas tinha caraterísticas de corpo de exército. Foi criado para servir na Arábia e no Iémen. Em 1908 esteve envolvido no combate a forças tribais insurgentes no Iémen e a partir de agosto de 1917 serviu na Campanha do Sinai e Palestina da Primeira Guerra Mundial, integrado no Grupo de Exércitos Yıldırım. Durante grande parte desta campanha, o Sétimo Exército integrou uma unidade do Exército Alemão, o Asien-Korps (Corpo da Ásia).

## Ordem de batalha em 1908
- 13.ª Divisão de Infantaria[7]
- 14.ª Divisão de Infantaria
- Regimento de cavalaria
- Regimento de Artilharia

## Ordem de batalha em agosto de 1917
Nesta data, o exército tinha o quartel-general na Síria, era comandado pelo mirliva Mustafa Kemal e estava estruturado da seguinte forma:
- Corpo III
  - 24.ª Divisão de Infantaria
  - 50.ª Divisão de Infantaria
- Corpo XV
  - 19.ª Divisão de Infantaria
  - 20.ª Divisão de Infantaria
  - Asien-Korps (alemão)

No final de 1917, comandado pelo mirliva Fevzi Çakmak, foi ordenado ao Sétimo Exército que avançasse pelo deserto para fazer pressão sobre o flanco terrestre britânico na Palestina. Enquanto o grosso da Força Expedicionária Egípcia comandada pelo general britânico Allenby atacava o Oitavo Exército otomano, a Divisão Montada Australiana foi enviada para suster o avanço do Sétimo Exército. Este último conseguiu forçar os australianos a recuar vários quilómetros, mas os australianos acabaram por lograr manter a sua linha. Depois da vitória britânica na Batalha de Mughar Ridge (13 de novembro), onde o Sétimo Exército não esteve envolvido, Fevzi decidiu retirar as suas forças para defender Jerusalém.

## Ordem de batalha em janeiro de 1918
Nesta data, o exército era comandado por Fevzi Çakmak e estava estruturado da seguinte forma:
- Corpo III
  - 1.ª Divisão de Infantaria
  - 19.ª Divisão de Infantaria
  - 24.ª Divisão de Infantaria
- Corpo XX
  - 26.ª Divisão de Infantaria
  - 53.ª Divisão de Infantaria
- 3.ª Divisão de Cavalaria
- Asien-Korps (alemão)

## Ordem de batalha em junho de 1918
Nesta data, o exército era comandado por Fevzi Çakmak e estava estruturado da seguinte forma:
- Corpo III
  - 1.ª Divisão de Infantaria
  - 24.ª Divisão de Infantaria
  - 3.ª Divisão de Cavalaria
- Corpo XX
  - 26.ª Divisão de Infantaria
  - 53.ª Divisão de Infantaria
  - 19.ª Divisão de Infantaria
- Asien-Korps (alemão)

## Ordem de batalha em setembro de 1918
Nesta data, o exército era comandado por Mustafa Kemal e estava estruturado da seguinte forma:
- Corpo III (comandado pelo miralay İsmet Bei)
  - 1.ª Divisão de Infantaria
  - 11.ª Divisão de Infantaria
- Corpo XX (comandado pelo miralay Ali Fuat Bei)
  - 26.ª Divisão de Infantaria
  - 53.ª Divisão de Infantaria

## Ordem de batalha em novembro de 1918
Nesta data, posterior ao Armistício de Mudros que pôs fim às hostilidades no Médio Oriente, o exército estava estruturado da seguinte forma:
- Corpo III
  - 11.ª Divisão de Infantaria
  - 24.ª Divisão de Infantaria
- Corpo XX
  - 1.ª Divisão de Infantaria
  - 43.ª Divisão de Infantaria